# تلوث الطيف الراديوي
تلوث الطيف الراديوي هو انحراف الموجات في الطيف الراديوي والكهرومغناطيسي خارج تخصيصاتها مما يسبب مشاكل لبعض الأنشطة. وهذا يثير قلق علماء الفلك الراديوي بشكل خاص.
يتم التخفيف من تلوث الطيف الراديوي من خلال الإدارة الفعالة للطيف. في الولايات المتحدة، يمنح قانون الاتصالات لعام 1934 سلطة إدارة الطيف للرئيس لجميع الاستخدامات الفيدرالية (47 USC 305). تدير الإدارة الوطنية للاتصالات والمعلومات (NTIA) الطيف للحكومة الفيدرالية. وتوجد قواعدها في " دليل NTIA للوائح وإجراءات إدارة الترددات الراديوية الفيدرالية. تدير لجنة الاتصالات الفيدرالية (FCC) وتنظم جميع الاستخدامات المحلية غير الفيدرالية للطيف (47 USC 301). عادة ما يكون لدى كل دولة منظمة تنظيمية خاصة بها للطيف الترددي. وعلى الصعيد الدولي، يتولى الاتحاد الدولي للاتصالات تنسيق سياسة الطيف.

## المرجع
1. ↑  "Tips for radio technicians". Radio Spectrum Management. مؤرشف من الأصل في 2010-05-22. اطلع عليه بتاريخ 2014-03-21.
2. ↑  "FCC: Wireless Telecommunications Bureau: Rules and Regulations". FCC: Wireless Telecommunications Bureau. ديسمبر 2010. مؤرشف من الأصل في 2018-05-29. اطلع عليه بتاريخ 2014-03-21.